# Сибилла де Фортия
Сиби́лла де Фортия́ (исп. Sibila de Fortiá; 1350, Фортия, королевство Арагон — 24 ноября 1406, Барселона, королевство Арагон) — арагонская аристократка из рода Фортия, дочь Бернегуэра, барона де Фортия. В замужестве первым браком баронесса де Фосес, вторым браком — королева Арагонская, Валенсийская, Майоркская, Сардинская и Корсиканская, герцогиня Афинская и Неопатрийская, графиня Барселонская, Руссильонская, Серданьская и Ампурьясская.

## Биография
Сибилла де Фортия родилась в 1350 году в городке Фортия. Она была дочерью барона Бернегуэра де Фортия и Франсиски, урождённой де Вилламари. Её родители были дворянами графства Ампурьяс в Каталонии.
По свидетельствам современников Сибилла была красавицей. В 1371 году она вышла замуж за барона Арталя II де Фосеса, для которого это был третий брак. В 1374 году баронесса овдовела. Она стала фрейлиной Элеоноры Сицилийской, королевы Арагона, которая умерла спустя год.
Похоронив свою третью жену, вдовый Педро IV, король Арагона выбрал красавицу-фрейлину себе в любовницы. 11 октября 1377 года в Барселоне король женился на ней, несмотря на протесты со стороны его сыновей от предыдущих браков. Это был четвёртый и последний брак короля. В январе 1381 года он короновал супругу в Сарагосе.
После свадьбы при дворе возобладала партия родственников молодой королевы. Её брат, Бернардо де Фортия, был назначен камергером монарха. После смерти супруга в январе 1387 году вдовствующая королева, опасаясь мести со стороны своих пасынков, укрылась в замке Сан-Мартин-Саррока.
Хуан I, король Арагона сумел задержать её. Некоторое время она провела в замке Монкада, пока не отказалась от всех своих привилегий взамен на пожизненную пенсию. После этого Сибилле позволили переехать в Барселону. Здесь она умерла 24 ноября 1406 года.
Сибилла де Фортия была похоронена в монастыре святого Франциска в Барселоне. В 1852 году останки королевы перенесли в собор святой Евлалии.

### Браки и потомство
Первый брак Сибиллы с бароном Арталем II де Фосесом оказался бездетным. Во втором браке с королём Педро IV Церемонным у неё родились трое детей, из которых выжил только один ребёнок:
- Альфосо (1376—1377), инфант Арагонский, родился вне брака и узаконен отцом в 1377 году, после чего получил титул графа Морелла, умер в младенческом возрасте;
- Педро (род. и ум. 1380), инфант Арагонский, умер вскоре после рождения;
- Изабелла (1380—1424), инфанта Арагонская, 29 июня 1407 года сочеталась браком с Хайме II, графом Урхельским (1380 — 1.6.1433)[1].